# Pontus Hultén
 (février 2025).
Karl Gunnar Pontus Hultén, né le 21 juin 1924 à Stockholm et mort dans la nuit du 25 au 26 octobre 2006 à Stockholm, est un historien d'art suédois qui fut également commissaire d'art contemporain, philosophe[réf. nécessaire] et premier directeur du centre Georges-Pompidou à Paris de 1977 à 1981. Il est le fils du professeur Eric Hultén (1894-1981).

## Biographie
Pontus Hultén prépare une thèse sur Vermeer et Spinoza à Paris, dans les années 1950. En 1954, il fait la connaissance de Marcel Duchamp, qui l'influençait adolescent et qui déterminera également son travail ultérieur. Il se lie également d’amitié à cette période avec Jean Tinguely, un artiste suisse à l'esprit dada, et Niki de Saint Phalle, artiste franco-américaine et femme de Tinguely. Il commence par réaliser des courts-métrages de cinéma avec Robert Breer. Puis, il se met à organiser des expositions, en particulier à la galerie Denise René, qui passe à cette époque pour la galerie parisienne la plus vivante, où se réunissent de nombreux artistes pour discuter d’art et de politique.
Hultén travaille alors dans une petite galerie en Suède. Il fait ses classes à l'Académie des Beaux-Arts du Nationalmuseum de Stockholm et se distingue en organisant des expositions consacrées à un art différent et ouvert sur le monde. Les expositions associent la danse, le théâtre, le film et la peinture. Hultén est inspiré par le fait que Max Ernst et Marcel Duchamp ont également fait des films et des œuvres littéraires. Il réalise d'ailleurs une première exposition sur Duchamp en 1956, puis dans une bibliothèque en 1960.
En 1959, Hultén est nommé directeur au Moderna Museet, musée orienté vers les nouvelles créations. Après son voyage à New York, en 1959, il réalise les premières expositions de pop art en Europe : en 1962 avec Robert Rauschenberg et Jasper Johns, puis en 1964 avec Andy Warhol, Claes Oldenburg, etc. Le musée est pour lui un espace vivant, qui peut proposer chaque soir une programmation différente et peut accueillir des artistes de tous horizons trop expérimentaux pour le théâtre ou l’opéra.
Son travail est remarqué par Georges et Claude Pompidou lors d'un voyage à Stockholm. Hultén est appelé au début des années 1970 pour prendre la direction artistique du Centre Georges Pompidou qui ouvre ses portes en 1977. Cette décision suscite d'abord la polémique.
Pontus Hultén inscrit le musée d'art moderne, alors très en retard après des années de déréliction au Palais de Tokyo, dans une optique résolument internationale et contemporaine. Il s'efforce de combler les lacunes les plus criantes des collections, qu'il s'agisse du dadaïsme, du surréalisme, de l'abstraction, de l’Action Painting américaine ou de la peinture contemporaine (Supports/Surfaces, art conceptuel notamment). Il acquiert des œuvres de Chirico, Dali, Miro et Joseph Beuys.
Hultén insiste, en outre, sur le fait de ne pas séparer la collection d’art moderne et les expositions et d’impliquer également la bibliothèque dans les projets d'expositions. Il continue d’associer également les différentes formes d’art.
Il est le commissaire général des grandes expositions de la série Paris, qui font date et attirent un public considérable : Paris-New York (1977), Paris-Berlin (1977) Paris-Moscou (1979) ou Paris-Paris (1981). Hultén produit à l’instar de Willem Sandberg des catalogues volumineux et encyclopédiques qui ne sont pas en tant que documentation une part négligeable de l'exposition. Ces expositions d’un nouveau genre trouvent une large adhésion. En revanche, en 1977, Hulten dit avoir organisé une exposition sur l’artiste conceptuel On Kawara sans avoir aucun compte-rendu dans la presse française. Cependant le public l'adoube d'autant plus qu'il ouvre les portes du musée jusqu'à 22 heures afin que le public aille « terminer sa journée au musée ».
Grâce à son travail exemplaire et à ses idées novatrices, il est partout consulté et prié d'apporter son expertise à d’autres institutions. Après l’expérience au Centre Pompidou de Paris, l'artiste Sam Francis demande à Hultén de fonder un musée d’art moderne à Los Angeles en 1980, le Museum of Contemporary Art. Hultén reste peu de temps car peu de moyens sont mis à sa disposition.
En 1985, à la demande de la ville de Paris, il fonde l'Institut des hautes études en arts plastiques, de 1988 à 1995, où sont reçus des artistes comme Xavier Veilhan, Mohamed El baz, Olga Kisseleva, Mathieu Mercier, Igor Antic.
Par la suite, avec des artistes venant de tous les horizons, Pontus Hultén élabore de grandes expositions qui représentent toutes les formes d'art.
Il travaille également en 1985 au Palazzo Grassi de Venise puis à la Kunsthalle de Bonn de 1991 à 1995. Il est finalement fondateur du musée Jean Tinguely à Bâle.

## Distinctions
- Médaille de Sa Majesté le Roi

## Publications
- Niki de Saint Phalle, Sonderausgabe Schulbuch, Hatje Cantz Verlag, 1995.
- Machine as Seen at the End of the Mechanical Age, Museum of Modern Art, New York 1968  (ISBN 978-0870-70440-6).
- (Préface) : Brancusi. photographe, Musée National d’Art Moderne, Centre National d’Art Moderne Georges Pompidou, Paris, 1982  (ISBN 2-85850-025-8).
- Avec Natalia Dumitresco, Alexandre Istrati: Brancusi. Klett-Cotta, Stuttgart 1986  (ISBN 3-608-76226-4).
- Avec Henriette Hahnloser, Museum Jean Tinguely Basel. Die Sammlung, Benteli Verlag, 1996  (ISBN 3-7165-1043-2). Diese Dokumentation der Sammlung umfasst die wichtigsten Werke des bedeutenden Schweizer Eisenplastikers.
- (en) Avec Mario Botta, Niki de Saint Phalle, Margrit Hahnloser, Andres Pardey, Museum Jean Tinguely Basel, Benteli Verlag, 1996  (ISBN 3-7165-1051-3). Dokumentation der Sammlung des neu eröffneten Museums mit Berücksichtigung ästhetischer Aspekte des Museumsbaus.
- Avec Niki de Saint Phalle, Michel de Grèce, Ulrich Krempel (de), Niki de Saint Phalle. Monographie. Bilder, Schiessbilder, Assemblagen, Reliefs. 1949–2000, Benteli Verlag, 2001  (ISBN 3-716-51258-3).